# Salcedo (Italia)
Salcedo (Saldéo in veneto) è un comune italiano di 985 abitanti della provincia di Vicenza in Veneto.

## Geografia fisica
Il territorio del Comune si estende in una ridente posizione di colline elevate, affacciato sulla pianura vicentina e digradante con piccoli pianori e poggi, vallette e balze, verso Breganze.
I suoi confini naturali sono a nord le due valli del Ponte, a est e a ovest le valli dei torrenti Laverda e Chiavone Bianco. Sul territorio, dal cosiddetto Buso del Campanile nei pressi della chiesa parrocchiale, nasce il Chiavone Nero. I due toponimi di Chiavone Bianco e Nero derivano dal colore dei ciottoli trascinati a valle, che a loro volta traggono origine da due differenti strutture geologiche, rispettivamente calcarea del Cretaceo il primo, vulcanica dell'Oligocene il secondo.
Di quest'ultimo periodo sono testimonianze sia le rocce basaltiche, sia la grande ricchezza di fossili: coralli, molluschi, lamellibranchi, piante, depositi di lignite, pesci e crostacei reperibili in zona. L'origine vulcanica di queste colline risulta anche evidente dalla loro conformazione, come il colle di San Valentino (dove sorge il duplice santuario), il Castellaro (dove attualmente vi è il cimitero) e il Puvolo che si incontra salendo da Breganze, nonché in molti altri colli minori. Il punto più alto della zona è Cima Scandalore (m.s.m. 546).
Il territorio comunale è in gran parte coltivato o tenuto a prato, con alcuni tratti boscosi di carpino nero, robinia e castagno, in particolare sul versante nord del colle di San Valentino.
Le sorgenti d'acqua sono numerose, ma superficiali e di modesta portata e, per l'impermeabilità del terreno, talora determinano smottamenti anche gravi.

## Storia

### Toponimi
Salcedo deriva probabilmente da salicetum, toponimo latino che significa bosco di salici, affine a roveretum, bosco di roveri. In alcuni documenti del 1253 e del 1294 il paese è menzionato col nome di Salzedum. In un testamento del 1434 si trova invece Salcedum pertinenza di Perlena. Nel XVII secolo appare ancora il toponimo Salcedo accanto a quello sempre più usato di Salcedo.

### Medioevo
Tra il 917 e il 921 Salcedo, come tutto il territorio compreso tra la riva sinistra dell'Astico e quella destra del Brenta, incluso l'Altopiano di Asiago, fu donata dall'imperatore Berengario al vescovo Sibicone di Padova, con l'obbligo di costruire castelli e opere di difesa contro le incursione degli Ungari.
Secondo la tradizione durante il Medioevo esistevano a Salcedo due castelli: uno sul colle Castellaro (la cui sommità è oggi occupata dal cimitero costruito nel 1905) e un altro sul Puvolo. Di questa tradizione riferisce il Maccà, ma dei due castelli non è rimasta alcuna documentazione storica e la loro effettiva esistenza è dubbia.
Salcedo è ricordato la prima volta come contrada di Breganze in un documento del 983. Dapprima fu feudo della famiglia Breganze, poi degli Ezzelini; nella divisione dei beni di famiglia fatta da Ezzelino il Monaco nel 1223, Salcedo fu assegnata al figlio Ezzelino III, più tardi detto "il tiranno".
Verso la metà del Trecento. il territorio di Salcedo fu sottoposto, sotto l'aspetto amministrativo, al Vicariato civile di Marostica e tale rimase, anche sotto la dominazione viscontea e veneziana, sino alla fine del XVIII secolo.

### Età moderna
Così come tutto il territorio vicentino, nel 1404 Salcedo passò sotto il dominio della Serenissima, dov'era uno dei quattro decanati di Perlena, facente parte del distretto di Marostica insieme con Mure.
Durante la guerra della Lega di Cambrai e l'invasione delle truppe di Massimiliano d'Austria nel 1509 gli abitanti di Breganze trovarono rifugio sui colli di Salcedo: in questo periodo fu portata quassù la devozione a San Valentino e a Sant'Anna. Nel 1557 Salcedo, che allora contava 301 abitanti, divenne comunità autonoma della Podesteria di Marostica.

### Età contemporanea
In epoca napoleonica i salcedesi si difesero a Montemaggiore. Nell'anno 1836 il paese fu provato dal terremoto e dal colera: il colle di San Valentino, come era accaduto nel Seicento ed in occasione di altre pestilenze, fu nuovamente destinato a lazzaretto. Verso la fine del secolo, nel 1889, la frazione di Mure si staccò da Salcedo, ormai Comune a sé stante. Vent'anni dopo venne lanciata l'idea della "Latteria Sociale Cattolica" che iniziò a funzionare nel 1911.
Durante la prima guerra mondiale il paese accolse le truppe italiane e alleate. Nel capoluogo ebbero stanza i genieri, mentre a Montemaggiore vi era una polveriera; nel 1917 Palazzo Cantele ospitò il piccolo ospedale fino ad allora di stanza a Granezza di Asiago: vi prestavano servizio undici sacerdoti, per i soldati infermi e per la popolazione. Anche l'edificio dell'asilo e della scuola di lavoro, che nel 1913 era quasi completato grazie alle offerte da parte delle famiglie di uova e di trecce di paglia, durante la guerra ospitò soldati di passaggio, profughi, truppe francesi e inglesi; fu poi inaugurato nel settembre del 1925. Durante la guerra Salcedo diede il suo contributo con 46 caduti, in onore dei quali venne eretto nel 1920 - uno dei primi in Italia - il monumento esistente in piazza, mentre nella chiesetta del cimitero un altare in loro suffragio.
Nel 1927 vennero inaugurate le nuove scuole, attualmente adibite a municipio.
Nel corso della seconda guerra mondiale nuovi lutti e discordie avvelenarono il clima del paese, fino ad allora abitato da gente tranquilla, lavoratrice e risparmiatrice, legata ai modi di vita frugale. A guerra finita Salcedo conobbe anche il duro calvario dell'emigrazione, seguito verso la fine degli anni sessanta da una fioritura di opere importanti.

## Monumenti e luoghi d'interesse

### Architetture religiose
Duplice Santuario di sant'Anna e dei santi Sigismondo e Valentino.
Posti su un piazzale del panoramico colle di San Valentino, sono raggiungibili in auto fino a circa 250 m. dalla cima, poi nell'ultimo tratto percorrendo un'ampia mulattiera a gradoni.
Il primo santuario, più imponente, è a pianta circolare e fu costruito tra il 1857 e il 1884. L'antica statua lignea di sant'Anna fu restaurata e dorata nel 1920 da un artigiano della Val Gardena. Nel 1923 il vecchio altare, prelevato dall'antica chiesa di San Sigismondo, fu sostituito dall'attuale, opera dei fratelli Cavallini di Pove, impreziosito da dieci candelabri in ottone. Fino ad alcuni decenni fa le pareti erano ricoperte da numerosi ex-voto in ricamo, cuori d'argento o tavolette lignee dipinte, espressioni della viva pietà popolare, oggi rimossi.
La parte più interessante del complesso sono il campanile e la chiesa dei Santi Sigismondo e Valentino, con l'abside rivolta ad est, come era usuale nelle chiese antiche.
Eretti prima del Mille dai benedettini, i due edifici conservano nella plastica semplicità i caratteri distintivi dell'arte altomedioevale. Nel corso dei secoli subirono diversi rimaneggiamenti, prima di cadere quasi in rovina e diventare magazzini di paglia, legna e arnesi agricoli. Nel 1971 furono restaurati e riportati allo stato primitivo: la chiesa, a una navata lignea, è fiancheggiata da un'ampia sala-sacrestia.
Chiesa parrocchiale dei santi Quirico e Giulitta.
Nel 1455 la parrocchiale dei santi Quirico e Giulitta era retta da un monaco benedettino, ma dai documenti di una visita vescovile del 1457 risulta senza più un sacerdote rettore. Da documenti del 1571 appare che il fonte battesimale e la rettoria erano passati al santuario di san Sigismondo; solo dalla relazione pastorale del settembre 1641 il rettore e i sacramenti figurano ritornati nella chiesa dei santi Quirico e Giulitta, anche se verso la fine del Seicento si presentava in pessime condizioni. Fu ampliata e restaurata nel 1710 e poi nel 1898, anno della sua consacrazione; è stata ulteriormente messa a nuovo nella seconda metà del Novecento.

### Altri luoghi d'interesse
Tutta la zona è interessante dal punto di vista geologico.

## Società

### Evoluzione demografica
Abitanti censiti

## Cultura

### Istruzione
A Salcedo vi è solo una scuola dell'infanzia, privata paritaria.
Nel capoluogo vi è la Biblioteca civica, che fa parte della rete di biblioteche vicentine.

### Musei
Il Museo della bicicletta dispone di uno spazio di 150 m² nel quale sono esposti circa 60 modelli di biciclette storiche, a partire dal biciclo Michaux del 1863 fino ai modelli datati attorno agli anni cinquanta del Novecento, insieme ad accessori di vario tipo tutti relativi alla bicicletta e alla sua storia, quali magliette, vestiti d'epoca, cartelloni pubblicitari, manifesti, libri, cataloghi, medaglie, fanali.

## Geografia antropica
Unica frazione è Laverda, condivisa però con i comuni di Lusiana Conco e di Marostica. Altre località o contrade sono Burani, Angonese, Sostizzo, Legato, Scandolare, Panzotti, Ronzani, Fontana, Lupiari, Conte.

## Economia
Nel corso del Novecento l'economia è passata da quella esclusivamente agricola a quella di carattere misto, dove il reddito è prodotto da lavoro di fabbrica alternato a quello agricolo.
L'agricoltura è tipicamente pedemontana con pascoli e colture varie: i vigneti, che producono vino d.o.c. di Breganze, ciliegi, castagni. Nel 1984 vi erano 6 allevamenti di suini a carattere artigianale con circa 80 capi e tre grandi allevamenti di bovini da carne con un totale di 270 capi; esistevano ancora altre 43 aziende a conduzione tradizionale con 553 capi.
Un tempo era diffusa, unica industria manifatturiera, la lavorazione delle trecce, delle sporte e dei cappelli di paglia. Nel tempo le piccole imprese artigianali e industriali si sono sempre più affermate: caseificio, produzione di ceramiche, maglifici, officine meccaniche e di carpenteria, carrozzerie e autofficine, autotrasporti. A monte del Palazzo Cantele una vasta area è stata destinata a zona artigianale per una quindicina di aziende.
L'emigrazione è stata da tempo bloccata, ma non tutta la mano d'opera trova lavoro in paese: il pendolarismo è rivolto verso Thiene, Zugliano, Breganze.

## Amministrazione
| Periodo | Periodo   | Primo cittadino            | Partito      | Carica      | Note |
| ------- | --------- | -------------------------- | ------------ | ----------- | ---- |
| 1985    | 1995      | Francesco Montemaggiore    | DC           | Sindaco     |      |
| 1995    | 2004      | Giovanni Antonio Gasparini | Lista civica | Sindaco     |      |
| 2004    | 2009      | Michele Carli              | Lista civica | Sindaco     |      |
| 2009    | 2024      | Giovanni Antonio Gasparini | Lista civica | Sindaco     |      |
| 2024    | in carica | Renata Carletti            |              | Comm. pref. |      |

### Altre informazioni amministrative
La denominazione del comune fino al 1889 era Mure.
La circoscrizione territoriale ha subito le seguenti modifiche: nel 1889 distacco della frazione Mure, aggregata al comune di Molvena (Censimento 1881: pop. res. 953).